# فريديريك تيودور فابر
فريديريك تيودور فابر هو رسام بلجيكي، ولد في 4 يونيو 1782 في بروكسل في بلجيكا، وتوفي بنفس المكان في 13 أبريل 1844.